# Eufemie Pomořanská
Eufemie Pomořanská (dánsky Euphemia af Pommern, 1285? – 26. července 1330) byla jako manželka dánského krále Kryštofa II. dánskou královnou v letech 1320–1326.

## Biografie
Narodila se jako dcera pomořanského knížete Bohuslava IV. (1258–1309) a jeho druhé manželky Markéty Rujanské. Před rokem 1307 se provdala za dánského prince Kryštofa, budoucího dánského krále Kryštofa II. Kryštof se stal králem v roce 1320, v roce 1326 však trůn ztratil a musel i s rodinou opustit Dánsko. Korunu získal zpět na přelomu let 1329–1330, těsně před královninou smrtí. Eufemie zemřela v létě 1330 a byla pochována v kostele cisterciáckého kláštera v Sorø. Kryštof ji následoval dva roky poté.

## Potomci
- Markéta (ca 1308–1340) ∞ 1324 braniborský markrabě Ludvík V. Bavorský
- Erik (ca 1310–1332)
- Ota (* 1312)
- Anežka (zemřela jako dítě)
- Hedvika (zemřela jako dítě)
- Valdemar Atterdag, pozdější dánský král Valdemar IV.